# Xã Perry, Quận Tama, Iowa
Xã Perry (tiếng Anh: Perry Township) là một xã thuộc quận Tama, tiểu bang Iowa, Hoa Kỳ. Năm 2010, dân số của xã này là 1.965 người.